# Neobisium caporiaccoi
Espèce
Neobisium caporiaccoi est une espèce de pseudoscorpions de la famille des Neobisiidae.

## Distribution
Cette espèce se rencontre en Italie en Vénétie dans la province de Belluno et en Autriche en Carinthie.

## Description
Le mâle holotype mesure 4,3 mm et la femelle paratype 4,70 mm.

## Étymologie
Cette espèce est nommée en l'honneur de Lodovico di Caporiacco.

## Publication originale
- Heurtault-Rossi, 1966 : Description d'une nouvelle espece: Neobisium (N.) caporiaccoi (Arachnides, Pseudoscorpions, Neobisiidae) de la Province de Belluno, en Italie. Bulletin du Muséum National d'Histoire Naturelle, Paris, sér. 2, vol. 38, p. 606-628 (texte intégral).